# Ráfol de Jalón
El Ráfol de Jalón es una denominación histórica que se aplica a la parte más antigua de Jalón, población situada en el margen derecho del río Gorgos, en la comarca de la Marina Alta, provincia de Alicante (España).

## Composición
El Ráfol de Jalón comprendía básicamente las siguientes calles y plazas:
- Calle Mayor
- San Judas Tadeo
- La Plaza
- Santa Ana
- El Callejón
- El Hospital
- San Cristóbal
- La Replaceta

## Caracterización
Estas calles datan de la época musulmana, cuando el Ráfol de Jalón era una de las muchas alquerías que pertenecían al término del Castillo de la Solana o de Aixa. Son calles de carácter irregular en su trazado, y que se distinguen por su estrechez y corta extensión.
El Ráfol, seguramente, no estaría amurallado porque no hay ningún documento histórico ni vestigio arquitectónico que demuestre la presencia de muros defensivos. La proximidad del Castillo de Aixa haría innecesaria esta protección: los habitantes del Ráfol se desplazarían hacia esta fortaleza tan pronto como se sintieran amenazados, y allí permanecerían hasta que desapareciere el peligro.
En aquellos tiempos había una mezquita, que estaba situada en el solar que hoy ocupa el templo parroquial de Santa María de Jalón. A partir de aquel núcleo primitivo -el Ráfol- y a través de sucesivos ensanches se originó el actual casco urbano de Jalón.

## Galerías y pasadizos
Una creencia popular asegura que el subsuelo del viejo Ráfol está lleno de galerías: la más importante comunicaría el antiguo molino del señor (conocido hoy con la denominación de Molino del Pueblo o del Giner) con la Plaza Mayor. Su trazado discurriría bajo la Calle Mayor, que como su nombre indica fue la vía principal de la población entre los siglos XV y XVIII, porque conectaba la Plaza con el Pla de la Séquia, que era donde se encontraban la almazara, el molino, la carnicería y el huerto señorial y era el punto desde el cual partían los caminos de Alicante y de Alcalalí. Estos pasadizos serían de mucha utilidad para facilitar la entrada y salida clandestina de personas que no deseaban ser vistas.

## La Plaza del Ráfol
Durante todo el siglo XV la plaza del Ráfol (la actual plaza mayor de Jalón) fue el escenario de la toma de posesión de los diferentes señores del valle de Jalón.
El ceremonial de este acto se desarrollaba de la siguiente manera: el señor juraba respetar los preceptos de carácter religioso y civil de sus vasallos musulmanes, y estos le declaraban su fidelidad con una fórmula preestablecida que decía: "por nuestro señor Dios y por el Alquibla de Mahomet".
Otro ritual que el nuevo amo debía cumplir era entrar dentro de la casa señorial, cerrar y abrir las puertas y hacer salir a todas aquellas personas que se encontraran dentro en señal de su verdadera, pacífica y quieta posesión de dominus.
Como una muestra de su autoridad, el señor ordenaba el encarcelamiento de un vasallo elegido al azar, al que acto seguido hacía liberar.

## La Calle del Hospital
Esta vía, además de ser una de las más antiguas, conserva las características propias de las calles del viejo Ráfol: estrecha y corta. Del año 1635 se tiene constancia documental de la existencia del hospital que le ha dado nombre. Este edificio tenía un corral en la parte de atrás. Al lado del hospital vivía Domingo Robles, que en aquella época ejercía de médico en Jalón.
En una memoria que trata del estado de las calles, realizada por el Ayuntamiento de Jalón en el año 1845, se dice que en la Calle del Hospital hay edificios que se encuentran en estado ruinoso y se cita como causas: la antigüedad y el descuido. Según un censo del año 1895 la calle contaba con 21 casas.
Hasta principios del siglo XX el Ayuntamiento de Jalón se encontraba situado en esta calle, y el edificio -aunque habilitado como casa particular- aún se conserva y se le suele denominar la Sala Vieja.

## La taberna del Ráfol
Se conoce el dato histórico de que había una taberna en el Ráfol de Jalón en el año 1430 y que la tenía alquilada un tal Alfonso Agost, vasallo de los Vilanova, señores de Parcent. Alfonso Agost, según él mismo manifestó, había hecho varios préstamos a Francisco Martorell y, también, a su madre, Beatriz (que eran respectivamente el padre y la abuela del novelista Joanot Martorell). Con independencia de la exactitud o no de esta declaración, lo cierto es que Agost fue encarcelado por los Martorell y, poco tiempo después, los Vilanova hicieron lo mismo con un vasallo de los Martorell, Azmet Benfader.
El segundo acto de este enfrentamiento entre las dos familias sería el asedio de la Señoría (o casa señorial) del Ráfol de Jalón por parte de los Vilanova, que se desplazaron desde Parcent seguidos de gente armada. Por suerte, los Martorell supieron repeler el ataque y los Vilanova no llegaran a producir ninguna desgracia ni material ni personal.
- Datos: Q9071548